# Juegos Asiáticos de Invierno de 1999
Los IV Juegos Asiáticos de Invierno se celebraron en Gangwon (Corea del Sur), del 30 de enero al 6 de febrero de 1999, bajo la denominación Gangwon 1999.

Participaron un total de 799 deportistas representantes de 21 países miembros del Consejo Olímpico de Asia. El total de competiciones fue de 43 repartidas en 7 deportes.

## Medallero
La tabla final de medallas de los juegos fueron:
| Núm.  | País          | Oro | Plata | Bronce | Total | Orden por Total |
| ----- | ------------- | --- | ----- | ------ | ----- | --------------- |
| 1     | China         | 15  | 10    | 11     | 36    | 1               |
| 2     | Corea del Sur | 11  | 10    | 14     | 35    | 2               |
| 3     | Kazajistán    | 10  | 8     | 7      | 25    | 4               |
| 4     | Japón         | 6   | 14    | 9      | 29    | 3               |
| 5     | Uzbekistán    | 1   | 1     | 1      | 3     | 5               |
| TOTAL | TOTAL         | 43  | 43    | 42     | 128   |                 |

| Predecesor: Harbin 1996 | IV Juegos Asiáticos de Invierno 1999 | Sucesor: Aomori 2003 |